# Плезент-авеню
Плезент авеню (англ. Pleasant Avenue) — вулиця з півночі на південь у нейборгуді Східний Гарлем боро Нью-Йорка на Мангеттені. Починається на сході 114-ті вулиці і закінчується на сході 120-ті вулиці. Вулиця була найпівнічнішою частиною Авеню А, яка простягалася від Альфабет-Сіті на північ, і додавався до сітки скрізь, де дозволяв простір між Першою авеню та Іст-Рівер. У 1879 році ця ділянка була перейменована на «Приємну авеню». Однак, на відміну від Йорк-авеню, адреси на Плезант-авеню не є безперервними з адресами на авеню А.